# Sainfoin de Boutigny
Espèce
Synonymes
- Hedysarum obscurum var. boutignyanum A.Camus[2]

Le Sainfoin de Boutigny ou Hédysarum de Boutigny, Hedysarum boutignyanum, est une espèce de plantes à fleurs  de la famille des Fabaceae. C'est une plante herbacée endémique du sud des Alpes occidentales.
Synonyme :
- Hedysarum hedysaroides subsp. boutignyanum (A. Camus) Jauzein

## Description
C'est une plante haute de 20 à 70 cm formant des touffes. Les feuilles sont composées de 4 à 8 paires de folioles outre la terminale. Les fleurs ont 5 pétales irréguliers blanchâtres ou parfois veinés de bleu. Il y a souvent plusieurs inflorescences par tige. Le fruit caractéristique est une gousse formée d'un chapelet de 4 à 6 disques.

## Habitat
La plante vit dans les rocailles et les éboulis de 1 600 à 2 500 m.